# Морське пластування
Морське пластування є однією з ділянок пластової програми для пластунів, які хочуть брати участь в заняттях, що пов'язані з водою і набути знання в цій ділянці. Мета морського пластування — зацікавити пластунів мореплавством. Для юнаків це нагода надати цікавий зміст пластуванню і дуже багато нових вражень.
Морським пластуванням в Україні займаються курені «Чорноморці» і «Чорноморські хвилі». Ідея діяльності цих куренів — плекання традицій українського моря і поширення морського пластування, проведення водних і морських мандрівок, вишколів та таборів, виховництво та інструкторство. Патроном морського пластування є Святий Миколай — покровитель моряків і мандрівників.
Дещо з історії морського пластування.
В 1926 р. у Львові існував підготовчий ст.пл. курінь ім. Сотника Федора Черника. В курені були три гуртки: ім. Бою під Крутами, ім. Лицарів Залізної Остроги і водний гурток. Старше пластунство почало розширюватися і в результаті цього члени гуртка ім. Бою під Крутами почали діяти як курінь «Лісові Чорти», гурток ім. Лицарів Залізної Остроги залишився самостійним гуртком, а водний пластовий гурток почав існувати, як самостійний курінь водного пластування під назвою «Чорноморці».
У 1927 р. відбулась мандрівка човнами по Дністрі. А наступного року відбувся перший морський табір в Монастирку над Дністром.
З 1930 р. через заборону пласту польською владою курінь існував підпільно і був відновлений, як 25 курінь УСП «Чорноморці», в Німеччині в 1947р українцями в діаспорі.
У 1957 р. у США з'явився дівочий гурток, метою якого було заняття морським пластуванням. Через деякий час (1960 р.) цей гурток був затверджений як курінь УСП ч.16 «Чорноморські Хвилі».
Коли Пласт почав відроджуватись, морське пластування почало розвиватись і поширюватись. В 1990 р. «Чорноморці» сплавлялися річкою Черемош, після чого з часом з'явився ВППв «Черемош» — водний вишкіл практичного пластування. У 1992 р. був проведений перший ВКПМП (вишкільний курс провідників морського пластування) «Чорноморцями» з Америки. Пізніше у 1993 відбувся перший водний табір «Мокрота» і перший Крайовий Морський Табір «Повернення моря».
Наразі ЧХ і ЧМ організовують безліч акцій протягом року. Кожної зими відбувається Зимова Зустріч (Мала рада) ЧМ і ЧХ, на якій плануються акції і табори. Оскільки Св. Миколай є патроном морського пластування, ЧМ і ЧХ організовують свято Миколая. Щороку в треті вихідні лютого «Чорноморські Хвилі» проводять Чорноморський бал, метою якого є відновлення традицій балу. Весною, 29 квітня (цього ж числа був вперше піднятий український прапор на українському флоті), проходить Свято Моря в формі теренової гри для юнацтва. На початку травня відбувається ВППв «Черемош». Влітку проходить велика рада куренів (Літня зустріч), де також вирішуються питання щодо річної організації морських акцій. А також Крайовий Мандрівний Морський Табір «Друга Стихія» і Крайовий Морський Табір